# تاریخ استان کرمانشاه
این مقاله شامل تاریخ استان کرمانشاه از پیش از تاریخ تا به امروز است.

## پیش از تاریخ

### دوران پارینه‌سنگی (عصر شکارگران)
کرمانشاه از لحاظ بقایای سکونت‌های پیش از تاریخ، یکی از مناطق بسیار غنی و مهم در ایران و غرب آسیا است. قدیمی‌ترین آثار سکونت انسان‌ریخت‌ها در کرمانشاه از دوران پارینه‌سنگی قدیم مربوط به محوطه سنگ معدن در جنوب غربی شهر کرمانشاه است. قدمت ابزارهای به‌دست‌آمده از این محوطه بین ۷۰۰ هزار تا ۱ میلیون سال پیش تخمین زده شده است. احتمال داده شده که انسان‌ریخت‌های ساکن سنگ معدن از گونۀ انسان راست‌قامت (هوموارکتوس) بوده‌باشند. علاوه بر این در دهۀ ۱۹۶۰ هیأتی به سرپرستی رابرت بریدوود از دانشگاه شیکاگو چند تبر سنگی را در تپۀ باستانی روستای گاکیه در غرب شهر هرسین کشف کرد که قدمتی نزدیک به ۲۰۰ هزار سال دارند. 
آثار مهمی از دوران پارینه‌سنگی در غارهای کرمانشاه کشف شده‌است که مربوط به دوره‌های پارینه‌سنگی میانی، پارینه‌سنگی جدید و فرا پارینه سنگی می‌باشد. نخستین غاری که در ایران کاوش شد غار شکارچیان در بیستون کرمانشاه قرار دارد، که اولین بقایای استخوانی انسان دوره پارینه‌سنگی (احتمالاً نئاندرتال) در ایران در آن کشف شده‌است. آثار سکونت نئاندرتال‌ها همچنین در سایر غارهای بیستون -همچون غار مر تاریک و غار مر آفتاب- کشف شده‌است. در غارهای شمال شهر کرمانشاه مثل قبه و دو اشکفت نیز ابزارهای سنگی این دوره یافت شده‌است.
قدیمی‌ترین بقایای یافت‌شده از انسان نئاندرتال در کرمانشاه در غار وزمه کشف شد. یک دندان آسیای کوچک مربوط به کودکی حدوداً هشت ساله در غار وزمه یافت شده که به تهران انتقال یافته و در موزه ملی ایران به نمایش درآمده است. پژوهش‌گران این نمونه را از طریق پرتو ایکس بُرش‌نگاری کردند و از طریق تصویربرداری سه بعدی مینا و عاج دندان مشخص کردند که دندان دارای ویژگی‌های دندان نئاندرتال است. به این ترتیب دندان وزمه با بیش از چهل هزار سال قدمت اولین مدرک قطعی از وجود انسان نئاندرتال در ایران به شمار می‌آید.
از دورهٔ پارینه‌سنگی جدید و فراپارینه‌سنگی نیز آثاری در غارهای مرخریل در بیستون، ورواسی و ملاورد در شمال کرمانشاه و غار کولیان در روانسر کشف شده‌است.

### دوره نوسنگی (آغاز روستانشینی)
مطالعات باستان‌شناسی نشان داده استان کرمانشاه در تاریخ دورۀ نوسنگی و چگونگی آغاز کشاورزی و روستانشینی در دنیا جایگاه ممتاز و ویژه‌ای داشته است. نخستین پژوهش‌ها در رابطه با تاریخ منطقۀ کرمانشاه در عصر نوسنگی در اواخر دهۀ ۳۰ و طی سال‌های ۱۳۳۹ و ۱۳۳۸ شمسی توسط هیئت باستان‌شناسی از دانشگاه شیکاگو آمریکا به سرپرستی رابرت برایدوود آغاز شد. در آن زمان چندین محوطه ازجمله تپه آسیاب و تپه سرآب در نزدیکی شهر کرمانشاه مورد کاوش و دشت‌های کرمانشاه و ماهیدشت مورد بررسی قرار گرفت. این بررسی‌ها مشخص کرد که منطقۀ کرمانشاه بیشترین تعداد محوطه‌های باستانی از دوره نوسنگی را در ایران دارد و در حدود ۱۰ هزار سال قبل نخستین گام‌های بشر به سوی کشاورزی و روستانشینی در زاگرس مرکزی و از جمله در استان کرمانشاه برداشته شده است.
از کهن‌ترین آثار سکونت روستانشینی اولیه در غرب آسیا، چندین مکان در اطراف شهر کرمانشاه قرار دارند که از میان آن‌ها می‌توان به تپه‌های باستانی گنج‌دره در غرب هرسین، سراب و آسیاب در شرق کرمانشاه و قزانچی در شمال غرب کرمانشاه اشاره کرد. پژوهش‌های صورت گرفته به وسیلهٔ ملیندا زیدر بر روی تپهٔ گنج‌دره که نتایج آن در نشریهٔ ساینس منتشر شده است نشان داده که اهلی‌سازی و پرورش بز نخستین بار در این مکان انجام شده است. همچنین در تپۀ شیخی‌آباد نیز شواهدی مربوط به پرورش حیوانات و کشت گیاهان به‌دست آمده است.

### عصر مفرغ و آهن (آغاز شهرنشینی)
در هزاره چهارم پیش از میلاد استان کرمانشاه یکی از مراکز مهم تجاری و بازرگانی بوده و بازرگانان آن با بازرگانان شوش و بین‌النهرین به دادوستد و مبادلۀ کالا مبادرت می‌ورزیدند. حضور بازارهایی در گودین‌تپه کنگاور و تپه چغاگاوانه اسلام‌آباد غرب از آن دوره شاهدی بر این مدعا است.
الواح گلی کتیبه‌دار کشف‌شده در چغاگاوانه نشان می‌دهد که در هزارۀ دوم پیش از میلاد در محل کنونی تپۀ چغاگاوانه شهری بنام پلوم وجود داشته است. ساكنان شهر پلوم مبادلات تجاری گسترده‌ای با شهرهای شرق بین‌النهرین (استان دیالۀ کنونی) داشته‌اند. كشت جو، پرورش گوسفند و تولید پارچه در كارگاه‌هایی كه اكثر بافندگان آن را زنان تشكیل می‌دادند از دیگر فعالیت‌های اقتصادی ساكنان این شهر در حدود چهار هزار سال پیش بوده است. اسامی برخی از اشخاص مانند «بلشونو»، «الیتوم»، «ایبنیلی»، «كاشینا»، «ماشل» و «شابیتوم» در کتیبه‌ها ثبت شده‌اند. موضوع بیشتر این نامه‌ها مرتبط با كشاورزی و دامداری است؛ از جمله ارسال یا دریافت محموله‌هایی چون جو، روغن و پارچه، محاسبۀ كار انجام‌شده توسط كارگزاران و حیوانات باركش..
به استناد کتیبه‌های بابلی و آشوری، ساکنان زاگرس اقوام لولوبی و گوتی بودند. این مردمان به منظور حفاظت از این خطه مرتب با بین‌النهرینی‌ها در جنگ و ستیز بوده‌اند که در این امر به پیروزی‌های چشمگیری نیز نایل شده‌اند و از آن پس دره‌های زاگرس قرن‌ها مرکز تمدن و حکومت‌های ایرانی و بین‌النهرینی بوده‌است. وجود نقش‌برجسته‌های این اقوام در سرپل ذهاب که یکی از قدیمی‌ترین نقش‌برجسته‌های خاورمیانه محسوب می‌شود بیانگر این موضوع است.

## دوران تاریخی

### مادها
این شهر به لحاظ تاریخی از دوران باستان به عنوان دروازه ورودی آسیا به جلگه معروف بین‌النهرین بوده‌است. دلیل این ادعا همان‌طور که در متون تاریخی نیز آمده‌است، وجود بزرگترین راه ارتباطی میان فلات ایران، چین و هندوستان با ساکنان بین‌النهرین است که به این راه اصطلاحاً شاهی نیز گفته می‌شود.

### هخامنشیان

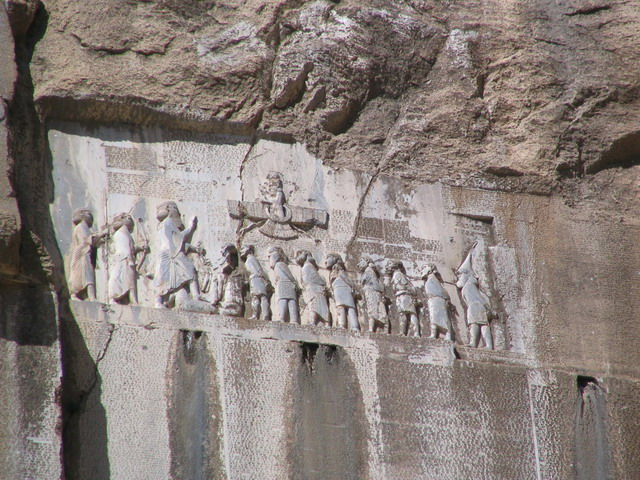
کتیبه داریوش اول در بیستون

منطقه کرمانشاه در دورۀ هخامنشی با توجه به موقعیت حغرافیایی آن بین هگمتانه و شوش منطقۀ مهمی محسوب می‌شده‌است. مهم‌ترین اثری که از این دورۀ تاریخی در کرمانشاه به جای مانده، سنگ‌نبشته بیستون است که از آن با عنوان بزرگترین سنگ‌نبشته جهان و نخستین متن شناخته شدهٔ ایرانی یاد می‌شود که به سه زبان آریایی باستان، عیلامی و اکدی بر دامنۀ کوه بیستون کنده‌کاری شده‌است. سنگ‌نبشته بیستون یکی از مهم‌ترین و مشهورترین سندهای تاریخ جهان و مهم‌ترین متن تاریخی در زمان هخامنشیان است که شرح پیروزی داریوش بزرگ را بر گوماته مغ و به بند کشیدن مخالفان حکومت هخامنشی را نشان می‌دهد.
این اثر به همراه محوطۀ تاریخی بیستون از سال ۲۰۰۶ در فهرست میراث جهانی یونسکو قرار گرفته‌است.

### ساسانیان
محوطه تاریخی تاق بستان در دامنه کوهی به همین نام در کنار چشمه‌ای در شمال شرقی حاشیه کرمانشاه قرار دارد. در این محوطه، آثاری از دوره ساسانی شامل نقش برجسته‌های اردشیر دوم و دو ایوان سنگی بنام‌های ایوان کوچک و برزگ وجود دارند.

ایوان بزرگ تاق بستان

در محوطه تاف بستان سرستون‌ها از بی‌نظیرترین و استثنایی‌ترین آثار هنری دورهٔ ساسانی‌اند که نمونهٔ آن‌ها در هیچ جای دیگر دنیا یافت نمی‌شود. این سرستون‌ها برای ساخت کاخی تهیه شده‌اند؛ اما به‌دلیل ساخته نشدن کاخ هرگز مورد استفاده قرار نگرفتند.

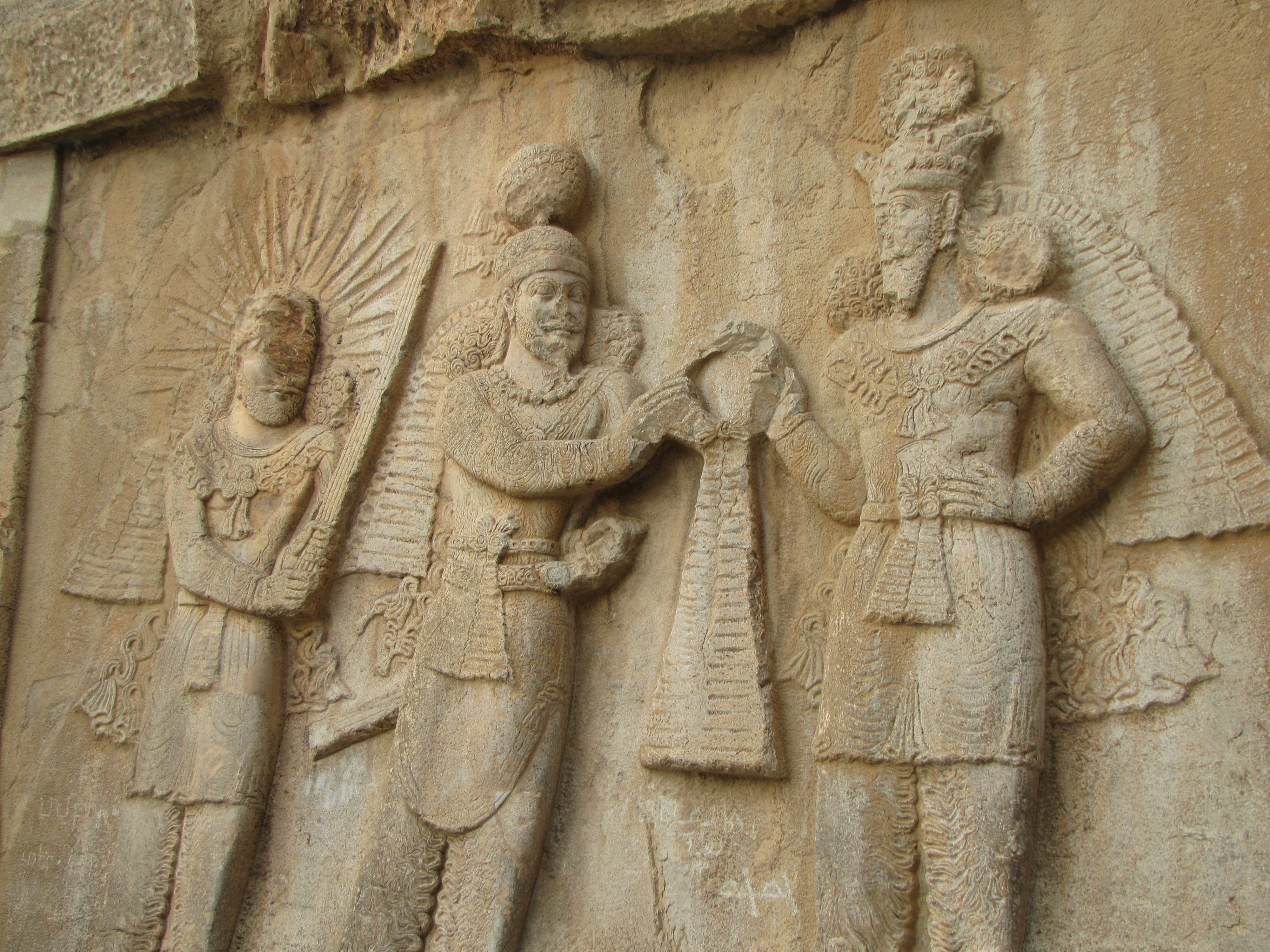
نقش برجسته تاج گذاری شاهنشاه اردشیر دوم

## دوران اسلامی

### یورش اعراب و ویرانی شهر
اعراب مسلمان حملۀ خود را به منطقۀ جنوب کردستان شامل استان‌های کنونی دیاله در عراق و کرمانشاهان از سال ۱۶ قمری (۶۳۷ م) آغاز کردند و در آن سال در نبرد جلولا پیروز شده و وارد مناطق کردنشین شدند. به روایت تاریخ‌نگارانی مانند احمدبن یحیی بلاذری، خلیفه بن خیاط و شمس‌الدین ذهبی حمله به منطقۀ‌ کرمانشاهان طی سال‌های ۱۶ تا ۱۸ (۶۳۷ تا ۶۴۰ میلادی) و به روایتی در سال ۱۹ قمری (۶۴۱ میلادی) انجام شد و شهرهای خانقین، بندنیجین (مندلی)، قصر شیرین،‌ حلوان و کرمانشاه یکی پس از دیگری تصرف شدند. این سه تاریخ‌نگار از هاشم بن عتبه و جریر بن عبدالله بجلی به عنوان فرماندهان سپاه مسلمانان در حمله به کرمانشان یاد کرده‌اند.

 پس از حمله اعراب به ایران به کرمانشاه شهر به کلی ویران شد و برای چند سده آبادی گذشته و شکوه باستانی‌اش را بازنیافت.
هارون الرشید به کرمانشاه توجه داشت. ابن فضلان در سال ۳۰۹ هجری قمری از طرف مقتدر به مأموریت کرمانشاه رفت و شرح سفرش را در سفرنامه خود نوشته‌است. مسعر ابن مهلهل در سده چهارم از کاخ‌های باستانی شاهان ایران در کرمانشاه دیدن کرد و شرح ویران کردن آن توسط اعراب را نوشته‌است. اعراب نام کرمانشاه را به قرمسین-قرماشین تغییر دادند. ابن حوقل و اصطخری جغرافی دانان مشهور از کرمانشاه به عنوان شهری زیبا که آب فراوان و بناهای باستانی زیادی در خود دارد نام برده‌اند. لشکرکشی‌ها اعراب و نوادگانشان به صورت ده‌ها بار تکرار شد و به مرور زمان آن شکوه و عظمت باستانی‌اش که شاهنشاهان ایران به آن داده بودند از دست داد.

### آل بویه
مقدسی در کتاب احسن التقاسیم نوشته‌است: کرمانشاهان - همدان - ری و اصفهان از شهرهای زیبای ایران است و عضدوالدوله شهریار مشهور دیلمی نیز در آنجا قصری با شکوه بنا کرده‌است. در سال ۴۳۸ مهلهل ابن محمد عناز شهر کرمانشاه را فتح کرد.

### حسنویان
آل حسنویه (۳۴۸–۴۰۵ق) خاندان کرد شیعه از کردان برزیکانی از سلسله‌های نیمهٔ باختری ایران که در سده ۴ق/۱۰م در کوه‌های زاگرس (در کردستان و کرمانشاه و همدان و لرستان و ایلام تا نزدیک به خوزستان) فرمانروایی کردند. فرمانروایی حسنویه تا ۴۰۵ق. ادامه یافته‌است. این خاندان به دست بنی عیاران از میان رفت.

### بنی عیاران
در سال ۴۳۸ مهلهل ابن محمد عناز رئیس سلسهٔ بنی عیاران شهر کرمانشاه را فتح کرد. بنی عیاران سلسله مستقل کرد در غرب ایران از (۴۰۱ تا ۵۱۱ ق).
بنی عیاران از بازماندگان خاندان حسنویه بودند که در قسمت‌هایی از قلمرو حسنویه بر شهرهای مهم کردستان و بلاد دینور و همدان و نهاوند تا حدود خوزستان حکومت کرده‌اند. با حمله ترکمن‌های سلجوقی سلسله بنی عیاران از بین رفته و مقدمات حکومت اتابکان لرستان به وجود آمد.

### سلجوقیان
در سال ۱۰۴۷ میلادی ابراهیم اینال سلجوقی به کرمانشاه حمله کرد. در سال‌ ۱۰۴۹ سلطان‌ طغرل‌ سلجوقی سپاهی صدهزار نفره را برای به‌ تسخير قلعه سرماج فرستاد. این نیرو پس‌ از ۴ سال‌ موفق شد قلعه را تسخير كرده و به مقاومت کردهای خاندان حسنویان پایان داده و این منطقه را به تصرف خود درآورد.
ابن کثیر در کتاب طبقات الفقهاء الشافعیین از قرمسین (کرمانشاه) به عنوان شهری میان همدان و حلوان یاد می‌کند و اهالی آن را شافعی مذهب ذکر می‌کند. همچنین منبع تاریخی از قبیل ابن اثیر و سمعانی از حضور شافعیان در شهر دینور خبر داده‌اند.
در دوره‌ سلجوقیان‌، كرمانشاه‌ شهری آباد بوده و به عنوان شهر ارشد ایالت کردستان انتخاب شد. مسترشد خلیفه‌ عباسی برای مقابله‌ با مسعود سلجوقی به کرمانشاه لشكرکشی کرد. از دوران سلجوقیان آثار زیادی در کرمانشاه به جای مانده که عمدتاً‌ مخروبه و به صورت تپه‌های باستانی درآمده‌اند.

### یورش مغول و حکومت ایلخانان
در قرن هفتم پس از حمله مغول به ایران باردگیر ویران شد و آسیب‌های بسیاری دید. سپاه هلاکو خان بنیانگذار حکومت ایلخانیان که در سال ۱۲۵۷ میلادی برای فتح بغداد می‌رفت کرمانشاه را نیز ویرانه کرد. در قرن هشتم سپاه امیر تیمور به کرمانشاه یورش آورد. در کتاب نزهه‌القلوب آمده‌است: 
کرمانشاه دهی است که طاق شبدیز (بستان) در آن قرار دارد و دارای قدمت است. همدان نیز در مجاورت آن است و جزوی از قلمروی علی‌شکر محسوب می‌شود.
 در قرن نهم و اوایل قرن دهم کرمانشاه مورد یورش سپاه ترکان عثمانی قرار گرفت و در کتاب‌های‌شان آورده‌اند هرسین و مایدشت حکومت دارد ولی کرمانشاه ویران گشته‌است. در اوایل قرن یازدهم کرمانشاه به نام مزرعه‌ای معروف می‌گردد.

### صفویه
با تشکیل حکومت صفویان، کرمانشاه همچون دیگر شهرهای ایران تحت تسلط این حکومت درآمد. در سال‌های آغازین حکومت صفوی به دلیل جنگ و ستیز این حکومت با عثمانی، کرمانشاه گاه تحت تسلط صفویه و گاه تحت تسلط عثمانی بود. از عصر شاه صفی به بعد، با ورود خاندان زنگنه به وادی قدرت که تیولداران کرمانشاه بودند و تلاش این خاندان در راستای تأمین امنیت و آبادانی این شهر همراه با پایان یافتن جنگ‌های میان ایران و عثمانی با انعقاد عهدنامه زهاب «۱۰۴۹ ه‍. ق» سبب شد تا کرمانشاه از عصر شاه صفی تا پایان دوره صفویه دورانی از آرامش همراه با ترقی اقتصادی، اجتماعی و فرهنگی طی کند.

#### فتح بغداد توسط ایل کلهر
کلهرها مقارن با حکومت‌های صفویه و عثمانی، به فرماندهی ذوالفقارخان کلهر دست به تسخیر بغداد و تسلط بر بخشی از کردستان، لرستان و سپس تمامی عراق عرب زدند. این تصرف به مدت ۱۵ سال ادامه داشت و در این مدت در تمامی نواحی مذکور به نام حکومت کلهر «ذوالفقارخان کلهر» خطبه خوانده و سکه زده شد.

### افشاریان
در عصر افشاریه به دلیل وجود توپخانه نادری در کرمانشاه این شهراهمیت نظامی پیدا کرد و به جبهه جنگ نادر با عثمانی تبدیل شد. بعد از مرگ نادر این شهر به دلیل وجود توپخانه نادری در کانون توجه قدرت طلبان قرار داشت و نزاع‌های میان سرداران مختلف بر سر دستیابی به این شهر صورت گرفت که در نهایت کریم خان بر آن مسلط شد.

### زندیه
در عصر زندیه کرمانشاه با وجود حکمران مقتدر خود الله قلی خان زنگنه اگر چه دورانی کوتاه توأم با آرامش را از سر گذراند اما با مطرح شدن الله قلی خان به عنوان یکی از مدعیان قدرت و تلاش وی برای دستیابی به تاج و تخت سلطنت بعد از مرگ کریم خان، بار دیگر این شهر به وادی جنگ و ستیز مبدل گشت. در طول تاریخ موارد بسیاری نیز از حمله حکام اردلان به کرمانشاه ذکرگردیده است.

## دوران معاصر

### دوران قاجار

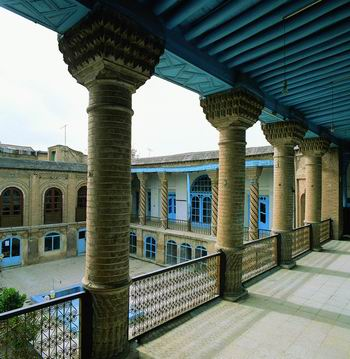
خانه خواجه باروخ، مربوط به زمان ناصر الدین شاه

دوران دوم رشد و توجه به کرمانشاه در دوران قاجاریه بود که مورد توجه دوباره حکومت از لحاظ سیاسی و اجتماعی بود. در این دوران کرمانشاه دوباره چهره شهری خود را بازیافت و تاریخ دوباره کرمانشاه رقم خورد.
جان مکدونالد کینر در کتاب «شرح جغرافیای امپراتوری ایران» که در سال ۱۸۱۳ در لندن به چاپ رسیده‌است، کرمانشاه را جزوی از ولایت عراق و یکی از پنج منطقۀ آن برمی‌شمرد.
در زمان سلطنت فتحعلی شاه قاجار و گماردن شاهزاده محمدعلی میرزای دولت‌شاه به حکومت کرمانشاهان و ممالک ثلث و سرحددارعراقین به واسطهٔ شایستگی و لیاقت دولتشاه، توانست بار دیگر در صحنه‌های تجارت جهانی، باب مناسبات تجاری و اقتصادی نوینی را بازگشایی کرده و کرمانشاه را به مرکز دادوستد کالا و انبار تجارت عراق و بمبئی و روسیه تبدیل کند به نحوی که وجود خاندانهایی از مردمان عرب مهاجر از بغداد با عنوان خاندان وکیل الدوله و خاندان سادات تجار بغدادی از زمان دولتشاه باب تجارت گسترده‌ای را گشود و بازرگانان زیادی به کرمانشاه رفت‌وآمد کردند.
در اواخر دوران قاجار منابع نفتی در کرمانشاه کشف شد. با امضای قرارداد دارسی میان مظفرالدین شاه پادشاه ایران و ویلیام ناکس دارسی به نمایندگی از حکومت انگلستان، انگلیسی‌ها به اکتشاف،‌استخراج و پالایش نفت در کرمانشاه پرداختند. این فعالیت‌ها دخالت هرچه بیشتر انگلیسی‌ها در منطقۀ‌ کرمانشاه را در پی داشت. علاوه بر این استخراج نفت در اواخر دورۀ قاجار سبب تأسیس روستای نفت‌شهر و تأسیس پالایشگاه کرمانشاه شد که تأثیرات سیاسی،‌ اقتصادی و اجتماعی عظیمی در جامعۀ‌ کرمانشاه بر جای گذاشت.

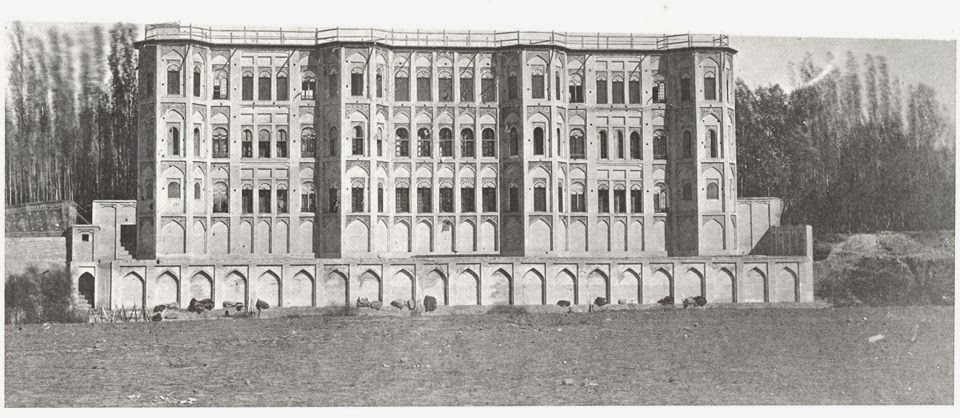
کاخ عمادیه، از بناهای دوران قاجار در کرمانشاه که در دورأ پهلوی تخریب شد.

### جنبش مشروطه
در رابطه با نقش کرمانشاه در جنبش مشروطه باورهای دوگانه‌ای وجود دارند. برخی مانند آن لمبتون کرمانشاه را شهری واجد اهمیت در جنبش مشروطه ندانسته‌اند،‌ اما برخی دیگر از منابع خلاف این دیدگاه را ارائه داده‌اند. دانشنامۀ‌ ایرانیکا سهم کرمانشاه در جنبش مشروطه را بسزا دانسته است. منصوره اتحادیه اوضاع شهر کرمانشاه را پس از مجلس دوم مشروطه بسیار انقلابی دانسته است. اصغر شیرازی نیز در تحلیل مشروطیت در میان کردها معتقد است که در کرمانشاه نسبت به دیگر مناطق کردنشین جنبش بیشتری وجود داشته‌است.
در واقع در منطقۀ ‌کرمانشاه موضع چندگانه‌ای در قبال مشروطه وجود داشت که سبب می‌شد برخی از آن حمایت کرده و برخی دیگر با آن مخالفت کنند. بیشتر ایلات کرد در کرمانشاه، اردلان و مکریان از مشروطه حمایت نمی‌کردند. کردهای سنندج و کرمانشاه نیروی اصلی سالارالدوله برادر احمدشاه بودند که به دنبال رسیدن به قدرت بود. در این میان ایل کلهر در درگیری‌هایی که سالارالدوله به راه انداخته بود و از ۱۲۸۶ تا ۱۲۹۱ ادامه داشت نقش اساسی را بازی می‌کرد و از ابتدا علم مخالفت را با مشروطه‌طلبان برداشته بود. همچنین به گفتۀ احمد کسروی برخی ایلات کرد نیز با عثمانی در حمله به ایران همکاری می‌کردند. از طرف دیگر در قانون انجمن‌های ایالتی و ولایتی و نظام‌نامۀ انتخابات نیز توجهی به ایلات نشده بود و تنها امکان مشارکت در سیاست برای ایلات به انتخاب یک نفر به عنوان نماینده در انجمن هر ایالت محدود شده‌بود که خود یکی از دلایل نارضایتی ایلات بود. در نظام‌نامۀ انتخابات مجلس دوم مسئلۀ راهیابی نمایندگان ایلات به مجلس به تصویب رسید، اما تنها به پنج ایل بختیاری، قشقایی، شاهسون، ترکمن و خمسه اجازه داده شد در مجلس شورای ملی نماینده داشته باشند، و ایلات کرمانشاه، سنندج، سقز، ساوجبلاغ مکری تنها حق داشتند به نمایندگان دیگر رأی بدهند.
در کشمکش‌های مشروطه نخبگان مردم در مناطق غیرمرکزی از طریق تأسیس انجمن‌های ایالتی و ولایتی و توسعۀ اختیارات آن به دنبال اعمال اراده در مسائل ایالات و ولایات خود بودند، و از سوی دیگر مجلس مرکزی و دولت وابسته بدان می‌کوشیدند از طریق محدود کردن قدرت انجمن‌ها در قالب قانون معروف به قانون انجمن‌های ایالتی و ولایتی اقتدار مرکز را در ایالات حفظ کرده و حتی افزایش دهند. در نظام‌نامۀ انجمن‌های ایالتی و ولایتی کل کشور به چند ایالت و تعدادی ولایت تقسیم شد. ولایت‌ها یا تابع ایالت‌ها بودند و یا مستقیماً حکومت مرکزی. انجمن‌های ایالتی در مرکز هر ایالت تشکیل می‌شد. ولایت نیز به محدوده‌ای گفته می‌شد که دارای یک شهر حاکم‌نشین و توابع باشد. واحد دیگر تقسیمات کشوری بلوک بود که به مجموعه‌ای از روستاها و مرکز آن‌ها گفته می‌شد. در تقسیمات کشوری فقط ۴ ایالت به رسمیت شناخته شده‌بود که عبارت بود از آذربایجان، فارس، خراسان و سیستان، و کرمان و بلوچستان؛ و همچنین دوازده شهر نیز عنوان ولایت داشتند که کرمانشاه یکی از آن‌ها بود.
در فضای نسبتاً آزاد پس از انقلاب مشروطه به جز انجمن‌های ایالتی و ولایتی، تعداد زیادی انجمن غیرحکومتی در دوران مشروطه به راه افتاد که یکی از ارکان جامعۀ مدنی را می‌ساختند. در شرایطی که در تهران نزدیک به دویست، در اصفهان چهل، در کاشان چهارده و در رشت سیزده انجمن به راه افتاده بود، در کرمانشاه نیز ده انجمن غیرحکومتی تأسیس شده و به فعالیت مشغول بود.
همچنین نشریات متعددی در کرمانشاه منتشر شد که انتشار نشریه‌ای به نام شهاب ثاقب به مدیرمسئولی سید عبدالکریم غیرت که حتی پیش از صدور فرمان مشروطع انتشار می‌یافت جالب توجه است. در انتخابات سوم مجلس شورای ملی تعداد شرکت‌کنندگان در انتخابات در شهر کرمانشاه پس از تهران و همدان بیشترین تعداد بوده است.
در آغاز سال ۱۲۹۰ ش. سپهدار به سمت رئیس الوزرا منصوب شد که از اعتدالیون بود و ابتدا به کینه جویی از حیدر عمو اوغلو و یارمحمد خان برخاست. از اینرو شب اول فروردین ۱۲۹۰ ش. به دستور وی بازداشت شد. پس از دو هفته روز ۱۳ فروردین ۱۲۹۰ ش. از تهران تبعید شد و قصد داشتند او را از طریق کرمانشاه به عراق اعزام نمایند. در کرمانشاه مردم به هواداری وی برخاستند و او را آزاد کردند. سپس انجمن ولایتی کرمانشاه و مردم طی تلگراف‌های بسیار، اقامت یارمحمد خان در کرمانشاه را خواستار شدند و دولت ناچار آن را پذیرفت.
پس از استقرار مشروطه اختلاف بینش‌های سیاسی منجر به پیدایش احزاب مختلف شد که مهم‌ترین آن‌ها حزب دموکرات و اعتدالیون بود. ستارخان به اعتدالیون نزدیک شد و یارمحمدخان کرمانشاهی به دموکرات‌ها پیوست.

### دوران پهلوی
در جنگ جهانی اول و دوم به تصرف قوای بیگانه درآمد و پس از پایان جنگ تخلیه شد.

### دوران حکومت جمهوری اسلامی
کرمانشاه در دوران انقلاب بهمن ۱۳۵۷ یکی از کانون‌های مبارزه با رژیم پهلوی بود و مردم این شهر نقش زیادی در مبارزه با حکومت محمدرضا پهلوی داشتند.

#### کرمانشاه در جنگ ایران و عراق
استان کرمانشاه در جنگ ایران و عراق، از روز اول تا آخر درگیر جنگ زمینی و هوایی بود و حتی پیش و پس از این تاریخ نیز هدف حملات نیروهای متخاصم و صحنهٔ درگیری این نیروها بود. در مرداد ۱۳۶۷ طی عملیات مرصاد یا فروغ جاویدان که میان ارتش جمهوری اسلامی ایران و سازمان مجاهدین خلق (با پشتیبانی صدام حسین و متحدانش) شکل گرفت. در طراحی عملیات فروغ جاویدان ماموریت هر نیرویی مشخص بود. نیرویی که اسلام آباد را می گرفت در شهر می ماند و نیروهایی که ماموریت تصرف شهرهای بعدی را داشتند بدون توقف پیش روی می کردند. منافقین  سریع حرکت کردند سمت کرمانشاه. قسمت‌های اعظمی از استان کرمانشاه شامل قصرشیرین، سرپل ذهاب، اسلام آباد غرب تا تنگه مرصاد به تصرف در آمد. اما خصوصیات استراتژیک و کوه‌های این منطقه باعث تغییر سرنوشت جنگ شد. جنگ فرسایشی سربازان و قوای نظامی و تجهیزات ایران را بسیار ضعیف و آسیب‌پذیر کرده بود و بی شک  اگر نیروهای مجاهدین خلق در این منطقه محصور نمیشدند تصرف و فروپاشی تهران و به دنبال آن نظام تازه تأسیس جمهوری اسلامی غیرقابل اجتناب بود. جنگ ایران عراق در استان کرمانشاه آغاز و در این استان نیز به پایان رسید.

## نگارخانه

اشغال کرمانشاه به وسیلهٔ نیروهای عثمانی
سربازان انگلیسی در داخل طاق‌بستان، تاق بزرگ
اشغال کرمانشاه به وسیلهٔ انگلیسی‌ها
میدان شهرداری سابق ۱۳۱۰ (ضلع غربی)
میدان شهرداری سابق ۱۳۳۰ (ضلع شرقی)
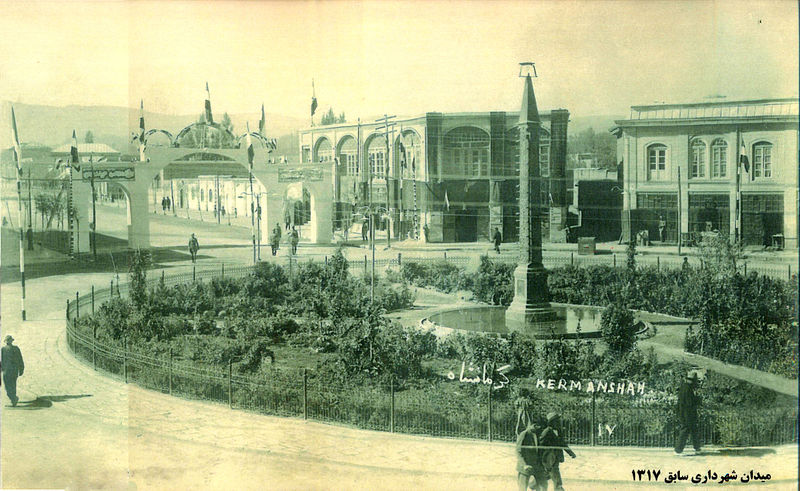
میدان شهرداری سابق در سال ۱۳۱۰